# Grönskrika
Grönskrika (Cyanocorax yncas) är en fågel i familjen kråkfåglar inom ordningen tättingar.

## Utseende och läte
Arten är en 29 cm lång kråkfågel med tjock och rak näbb, en lång avrundad stjärt och rätt långa ben. Fjäderdräkten är mycket praktfull kråkfågel med gröngul fjäderdräkt och tydlig huvudteckning i blått och svart. Sydamerikanska fåglar har har blå hjässa, mörkt öga och relativt enfärgat limegrön kropp, medan nordliga har vit hjässa, ljust öga, en blå tofs i pannan och djupt svavelgul undersida som kontrasterar med mörkare grön ovansida. Båda har olika varianter av märkliga mekaniska läten. De är också mästerliga härmare som kan imitera en rad olika rovfåglar.

## Utbredning och systematik
Grönskrika delas in i tolv underarter med följande utbredning:
- C. y. glaucescens – sydligaste Texas och nordöstra Mexiko (Nuevo León och Tamaulipas)
- C. y. luxuosus – San Luis Potosi till nordöstra Puebla och centrala Veracruz
- C. y. speciosus – västra Mexiko (Nayarit och Jalisco)
- C. y. vividus – Colima och Guerrero) till västra Guatemala
- C. y. maya – Yucatánhalvön och sydligaste Quintana Roo
- C. y. confusus – Chiapas och västra Guatemala
- C. y. centralis – södra Mexiko (Tabasco) till Belize, östra Guatemala och Honduras
- C. y. galeatus – subtropiska centrala Colombia väster om östra Anderna
- C. y. cyanodorsalis – centrala och östra Colombia samt nordvästra Venezuela
- C. y. guatimalensis – kustberg i norra Venezuela
- C. y. yncas – sydvästra Colombia till Ecuador, Peru och centrala Bolivia
- C. y. longirostris – Marañóndalen i norra Peru

Sydamerikanska fåglar lyftes tidigare ut till egna arten inkaskrika.

## Levnadssätt
I Texas hittas fågeln i öppna skogar och buskmarker, ofta utmed vattendrag. Typiska favoritträd är mesquite, ’’Ebenopsis ebano ’’, ’’Acacia farnesiana’’,  ’’Sabal’’-palmer och ’’Ehretia anacua’’, men kan också ses i parker och fruktplantage, framför allt citrusodlingar. I södra delen av utbredningsområdet förekommer den i vidare skogsstyper, alltifrån låglänta skogar och plantage till bergsbelägna regnskogar.

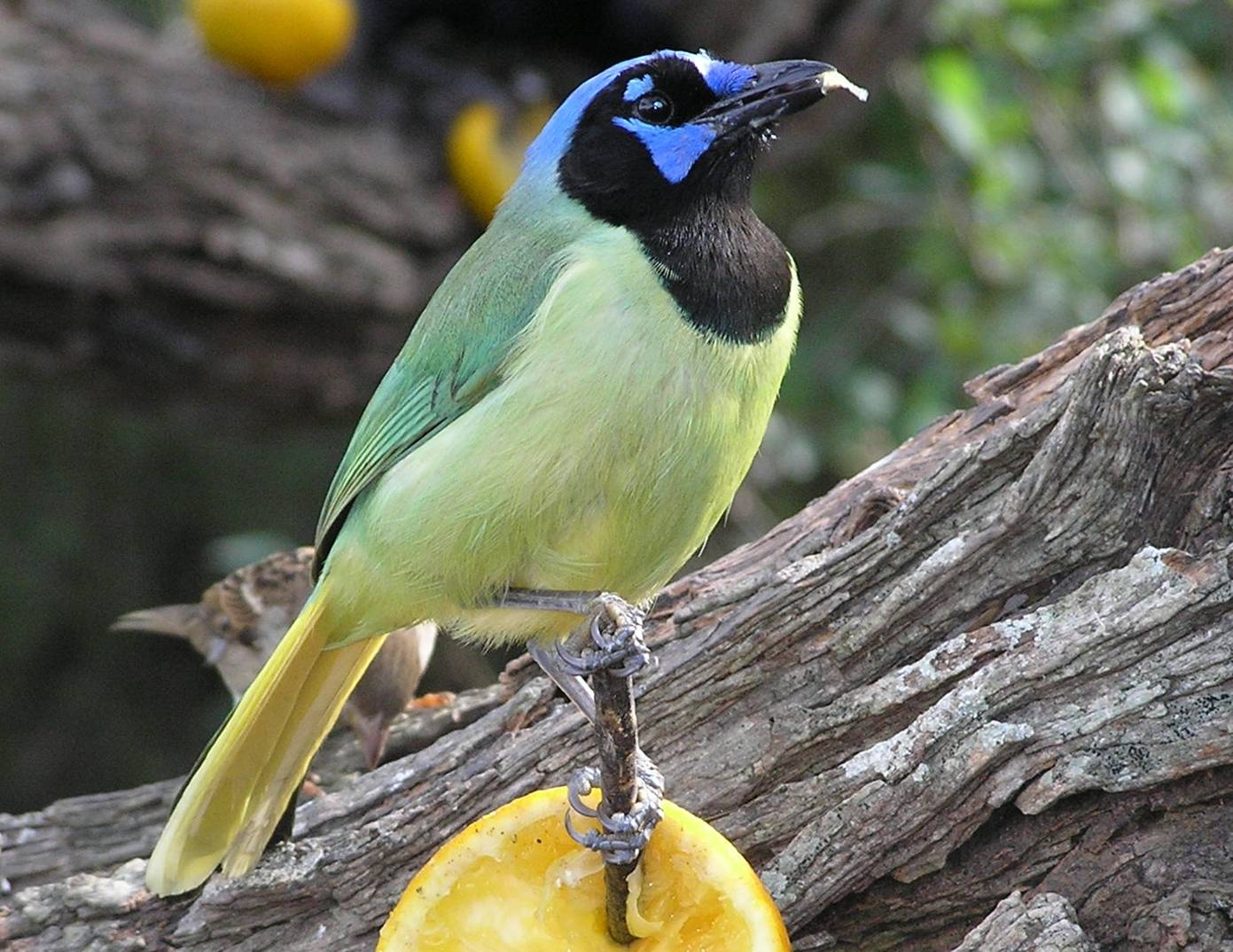

Den är en social fågel som ses röra sig i ljudliga familjegrupper, på jakt efter insekter, små ryggradsdjur och frukt. Den kan även använda kvistar för att bända upp lös bark för att hitta insekter, ett av få exempel bland fåglar av att använda verktyg. 

### Häckning
Hanen och honan väljer tillsammans boplatsen, i genomsnitt cirka tre meter upp i täta buskage. Förra årets ungar hjälper till att försvara reviret, men de jagas bort snart efter att de nya ungarna är flygga.

## Status
IUCN kategoriserar arten som livskraftig. Partners in Flight uppskattar det globala beståndet av grönskrika i vidare mening till 880 000 vuxna individer, medan det i USA tros häcka 60 000.